# Свіргунець Євген Михайлович
Свіргунець Євген Михайлович (нар. 10 квітня 1939, с. Ружична (нині мікрорайон м. Хмельницького), Хмельницька область, УРСР) — кандидат педагогічних наук, професор, заслужений працівник фізичної культури і спорту України.
Помер 25 липня 2022,

## Біографія
Ріс у роки війни. Попри скрутне фінансове становище родини закінчив школу з відзнакою. Після отримання середньої освіти поїхав на Донбас, де працював на будівництві шахт. Після служби в армії навчався в Кам'янець-Подільському державному педагогічному інституті».
В 1968 році був призначений на посаду завідувача кафедри фізичного виховання новоутвореного Хмельницького технологічного інституту побутового обслуговування.

## Відомі вихованці
На XXIX літніх Олімпійських іграх у Пекіні студенти Хмельницького національного університету Ольги Жовнір та Галини Пундик завоювали золоті медалі з фехтування на шаблях. Студентка Ольга Партала — єдина серед спортсменів Хмельницької області, що нагороджувалася дипломом Фейр-плей.

## Нагороди та відзнаки
- «Знак пошани» (двічі)
- «Відмінник освіти України»
- почесне звання «Заслужений працівник фізичної культури і спорту України»[3]